# یوهان لوچنکو
یوهان لوچنکو (اوکراینی: Євген Вікторович Левченко؛ زادهٔ ۲ ژانویهٔ ۱۹۷۸) بازیکن فوتبال اهل اوکراین است. ویکتوریا کوبلنکو هنرپیشه، مجری، ستون‌نویس همسر اوست.
از باشگاه‌هایی که در آن بازی کرده‌است می‌توان به باشگاه فوتبال آدلاید یونایتد، باشگاه فوتبال ویتس‌آرنهم، باشگاه فوتبال اسپارتا روتردام، باشگاه فوتبال زسکا مسکو، باشگاه فوتبال ویلم دوم، باشگاه فوتبال خرونینگن، تیم ملی فوتبال اوکراین، و باشگاه فوتبال شاختار دونتسک اشاره کرد.
وی همچنین در تیم ملی فوتبال اوکراین ۳۱ ژوئیه ۲۰۱۱ بازی کرده‌است.